# سبوتنك 3
سبوتنك-3 (بالروسية: Спутник-3 يعني الساتل الثالث) هو قمر صناعي أطلقه الاتحاد السوفيتي في 15 أيار/مارس من عام 1958، وبلغ وزنه 1340كغ، وكان ذلك الساتل مرصداً علمياً آلياً زُود بعشرات أجهزة القياس المختلفة، وكان يفترض بتلك الأجهزة تقديم معلومات عن الكثافة في طبقات الغلاف الجوي العالية وعن الأشعة الكونية وعن الإشعاعات الشمسية وعن وجود جزيئات عالية الطاقة ونيازك مصغرة. وتمثلت المهمة الرئيسية للساتل في دراسة حزام فان آلن الإشعاعي (جسيمات ذرية حول الأرض)، لكن نظام تسجيل المعطيات، الذي كان يفترض به تسجيل المعطيات حين انعدام الاتصال المباشر للساتل مع الأرض، تعطل فجاءت المعطيات منقوصة. وبقي الساتل في مداره حتى السادس من نيسان عام 1960. وقد أخفقت أول محاولة لإطلاق سبوتنيك 3 في الثالث من شباط عام 1958 إثر عطل أصاب أحد محركات الدفع فتحطم الصاروخ بعد 88 ثانية من إطلاقه. أوقف الاتحاد السوفيتي في عام 1958 برنامج سبوتنيك ليركز جهوده على برنامج لونا، ثم استأنفه مجدداً بين عامي 1960و1961 بإطلاق سواتل تحمل كلاباً وتعيدها إلى الأرض، وكانت تلك السواتل في الواقع نماذج للمركبات فوستوك.

## اقرأ أيضا
- برنامج الفضاء السوفيتي
- سبوتنك-1
- سبوتنك-2